# Grandisonia brevis
Grandisonia brevis é uma espécie de anfíbio gimnofiono. É endémica das Seychelles, estando presente nas ilhas Mahé e Silhouette. A lista vermelha do IUCN considera-a em perigo de extinção devido à extensão limitada de ocorrência e declínio contínuo da extensão e qualidade do seu habitat. Faz buracos em solo húmido e detritos vegetais em floresta húmida, e parece não ser muito adaptável a mudanças no habitat. Está principalmente ameaçada por degradação do habitat, causada pelo fogo e espécies invasoras.